# Kurzsignale
Kurzsignale (с нем. — «Короткий сигнал», «Курцсигнал»), также известная как Kurzsignalbuch (с нем. — «Книга коротких сигналов») — система шифрования радиопереговоров кригсмарине, применявшаяся во Второй мировой войне для минимизации времени передачи сообщения.

## Причины изобретения

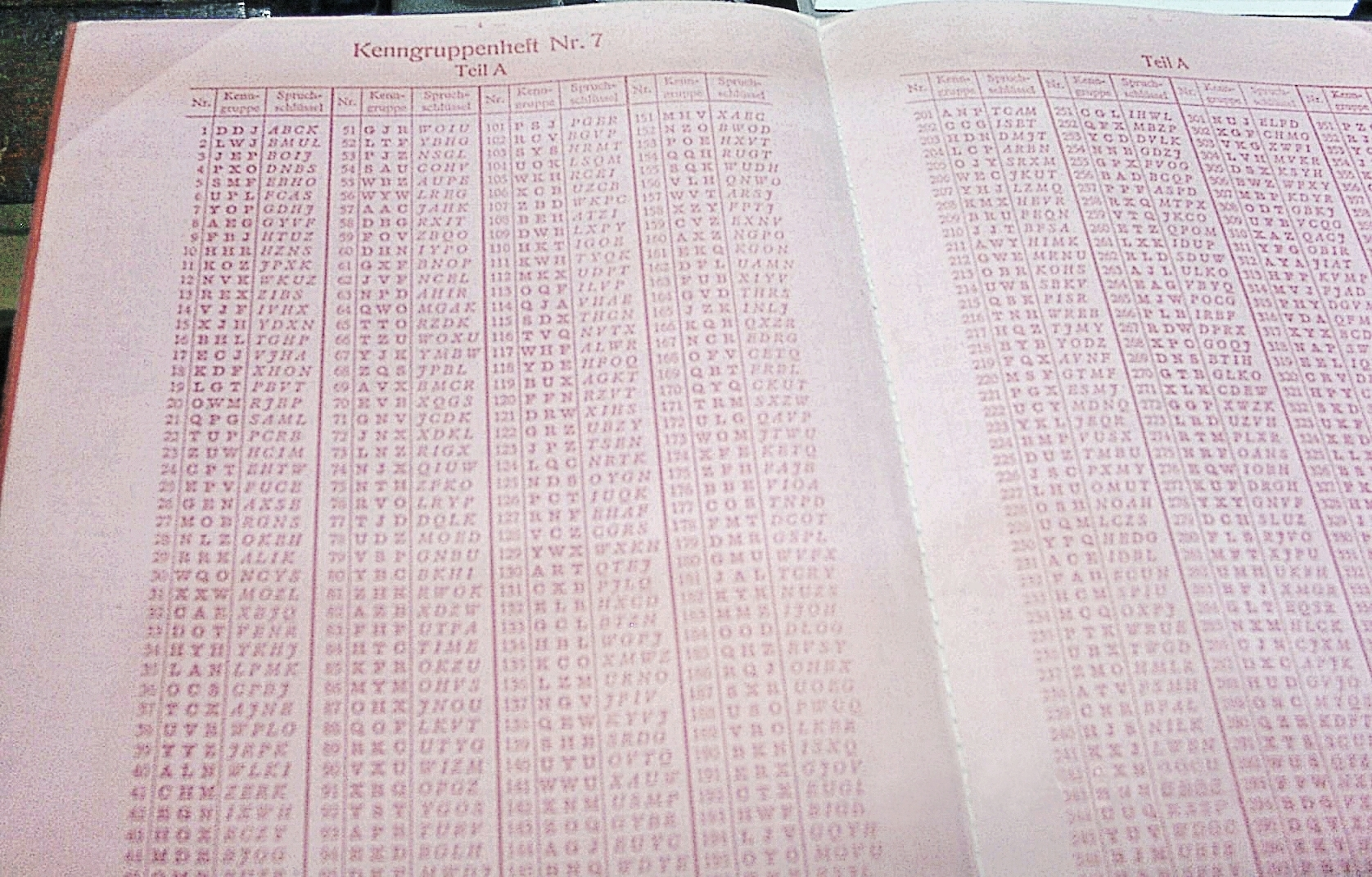
Кодовая книга печаталась на промокательной бумаге, надписи выполнялись красными чернилами, чтобы можно было в случае опасности быстро уничтожить книгу

Передача радиосообщений являлась рискованной, поскольку велик был риск обнаружения местонахождения подлодки и отслеживания её перемещения. В случае расшифровки сообщений информация о намерениях подлодки также оказывалась в руках противника. Экипажам необходимо было предоставлять стандартную информацию (координаты атакуемого конвоя, координаты подлодки и информация о погоде) на базы. Изначально для этой цели использовалась азбука Морзе, однако во избежание обнаружения продолжительность передач необходимо было минимизировать. Именно для этих целей и была изобретена система «Курцсигнал». Во избежание перехвата сообщения шифровались с использованием шифровальной машины «Энигма», а для ещё большего сокращения передач его отправляли собственно через шифровальную машину, без обращения к радисту. Так, система Kurier, сократила время для отправки точки из кода Морзе с 50 миллисекунд всего до одной миллисекунды.

## Принцип работы
Поскольку у англичан были широкие возможности радиопеленгации, немцы развивали различные системы для ускорения передачи информации. Система «Курцсигнал» сжимала сообщения в короткие коды, соответствовавшие определённым терминам типа «местонахождения конвоя», чтобы не требовались дополнительные пояснения. Сообщение затем шифровалось «Энигмой» и передавалось на максимальной скорости (обычно это требовало около 20 секунд). Длина сообщения о координатах объектов или погоде составляла около 25 символов.
Традиционные средства радиопеленгации в течение минуты могли установить координаты подлодки по сигналу, а система «Kurzsignale» не позволяла им этого сделать. Однако новые системы поиска на высоких частотах смогли обойти и эту защиту. С августа 1944 года начала использоваться автоматическая система передачи пакетной информации «Kurier», которая могла отправить «курцсигнал» быстрее чем за 0,46 с (раньше на это тратилось до минуты времени). Это не позволяло обнаружить подлодку даже с использованием высокочастотных средств радиопеленгации: теоретически оно могло сорвать планы союзников по перехвату радиограмм подлодок кригсмарине и нанести им серьёзный ущерб. Однако до конца войны обеспечить полномасштабное использование системы так и не удалось.
По свидетельствам историков, «Курцсигнал» доставлял огромные проблемы союзникам: в марте 1943 года были атакованы четыре союзных конвоя HX-228, SC-121, HX-229 и SC-122, потерявшие в сумме 38 судов на 226,432 брт. Переговоры немцев не удалось расшифровать не только в связи с надёжностью шифра, но и сменой кодов сигналов метеосводок в кригсмарине. В течение 10 дней дешифровальные отделы союзников не могли ничем помочь экипажам, поскольку союзники не знали места концентрации «волчьих стай» кригсмарине и не могли миновать лодочные завесы.

### Пример
Дано сообщение:

КОНВОЙ 16-20 КОРАБЛЕЙ
Квадрат CA 91 33
U-199
Оригинальный текст (нем.)GELEITZUG 16-20 DAMPFER
Quadrat CA 91 33
U-999

Система Kurzsignale преобразует его следующим образом:
- GELEITZUG 16-20 DAMPFER = 0512
- Quadrat CA 90 = 4545
- 133 = 8152

Дальнейшее шифрование с помощью ключа:
- 0512 + 0384 = 0890
- 4545 + 0384 = 4829
- 8152 + 0384 = 8436

Преобразование в триграммы:
- 0890 = ZLDP,
- 4829 = OYAK,
- 8436 = WIKW,
- U999 = LQX

Итоговый вид:

ZLDP OYAK WIKW LQX

## Похожие системы
Система «Курцсигнал» сокращала время передачи, чтобы ускорить получение экипажем указаний от командования. Скрывать содержимое код первоначально не был предназначен, защиту осуществляла только шифровальная машина «Энигма». Копия кодовой книги системы Kurzsignale была захвачена 9 мая 1941 года англичанами на борту подлодки U-110. С августа 1941 года Карл Дёниц начал обращаться к подлодкам по именам командиров, а не номерам. Метод определения точек встреч субмарин в кодовых книгах был признан компрометирующим, и на замену подобным процедурам шифрования пришла Система представления донесений по градусной сетке (нем. Gradnetzmeldeverfahren), предложенная службой B-Dienst.
Схожая система передачи данных «Wetterkurzschlüssel» (с нем. — «Краткий погодный шифр») использовалась для передачи метеосводок экипажами подлодок. Кодовые книги для неё были захвачены 30 октября 1942 года на борту подлодки U-559.